# 科克内塞站
科克内塞站是里加-陶格夫匹尔斯铁路线上的一个火车站，车站建于1861年，附近的居民点是科克内塞镇。